# Xã Bedford, Quận Bedford, Pennsylvania
Xã Bedford (tiếng Anh: Bedford Township) là một xã thuộc quận Bedford, tiểu bang Pennsylvania, Hoa Kỳ. Năm 2010, dân số của xã này là 5.395 người.